# Олбани (река)
Вижте пояснителната страница за други значения на Олбани.
Олбани (на английски: Albany River) е река в централната част на Канада, северната, централната част на провинции Онтарио, вливаща се в залива Джеймс, южната част на Хъдсъновия залив. Дължината ѝ от 982 км ѝ отрежда 17-о място в Канада.

## Географска характеристика

### Извор, течение, устие
Река Олбани изтича от южния ъгъл на езерото Кат (според някои източници от източната част на езерото Сейнт Джоузеф, а реката до него се нарича Кат), на 397 м н.в., в западната част на провинция Онтарио. Тече на юг, а след това на изток през езерата Капикик, Зайонз, Фаусет, Бамаджи и Сейнт Джоузеф. След изтичането си от източната част на последното продължава в североизточна посока, минава през езерата Миминиска, Петауанга и Макокибатан и през още множество по-малки. Преди устието на най-големия си приток река Огоки (десен приток), завива на югоизток, а при устието на река Кеногами (десен приток) на североизток и се влива чрез делта в югозападната част на залива Джеймс, южната част на Хъдсъновия залив, при град Форт Олбани.

### Водосборен басейн, притоци
Площта на водосборния басейн на реката е 135 200 km2.
Водосборният басейн на Олбани граничи с други 4 водосборни басейна:
на север – с водосборния басейн на река Атавапискат, вливаща се също в залива Джеймс;
на югоидток – с водосборния басейн на река Мус, вливаща се също в залива Джеймс;
на юг – с водосборния басейн на река Сейнт Лорънс, вливаща се в Атлантическия океан;
на югозапад – с водосборния басейн на река Уинипег, от системата на река Нелсън, вливаща се в Хъдсъновия залив;
В река Олбани се вливат няколко по-значителни притока:
Мисекоу (десен)
Етоумами (ляв)
Шабускуа (десен)
Огоки (десен)
Кеногами (десен)
Хенли (ляв)

### Хидроложки показатели
Многогодишният среден дебит в устието на Олбани е 1420 m3/s. Максималният отток на реката е през юни и юли, а минималния през февруари-март – 251 m3/s. Снежно-дъждовно подхранване. От ноември до края на април реката замръзва. Плавателна е на 400 км от устието.

## Хидроенергийни мощности
От река Олбани на три места се отклоняват води към съседни реки с цел повишаване на нивото им и по-голямото производство на електроенергия от изградените по тях ВЕЦ-ве.
- от езерото Сейнт Джоузеф към река Инглиш Ривър (от системата на река Нелсън) – 83 m3/s;
- от река Огоки към езерото Нипигон – 121 m3/s;
- от река Кеногами към Горно езеро (от системата на река Сейнт Лорънс) – 39 m3/s.

## Откриване и изследване на реката
Устието на реката е открито през септември 1631 г. от английския полярен мореплавател Томас Джеймс, който кръщава новооткритата река и залива в който тя се влива (залив Джеймс) в чест на принц Джеймс, херцог на Йорк и Олбани, който по-късно става крал на Англия под името Джеймс II.
През 1674 г. неизвестен търговски агент на Компанията „Хъдсън Бей“, занимаваща се с търговия на ценни животински кожи открива част от средното течение на реката.
Пет години по-късно в устието на Олбани служители на Компанията основават търговско селище (фактория) Форт Олбани, а през 1743 г. и в устието на река Кеногами (сега селището не съществува).
През 1775-1776 г. геодезистът на Компанията Едуард Джарвис изследва югоизточната част от басейна на реката и вододела с река Мисинаиби (от басейна на река Мус).
През 1779-1782 г. новият геодезист на Компанията Филип Търнър извършва първото топографско заснемане и картиране на реката.